# Thomas Sabo
Die Thomas Sabo GmbH & Co. KG ist ein 1984 von Thomas Sabo gegründetes Schmuckunternehmen mit Sitz in Lauf an der Pegnitz. Das Unternehmen ist ein Marktführer für Silberschmuck in Deutschland und verwendet 925er Sterlingsilber als zentrales Material. Der Vertrieb erfolgt in eigenen Ladengeschäften, im Online-Shop, sowie über Handelspartner und Juweliere. Neben Schmuck umfasst das Sortiment auch Uhren und Brillen.

## Geschichte

### Vorgeschichte und Gründung

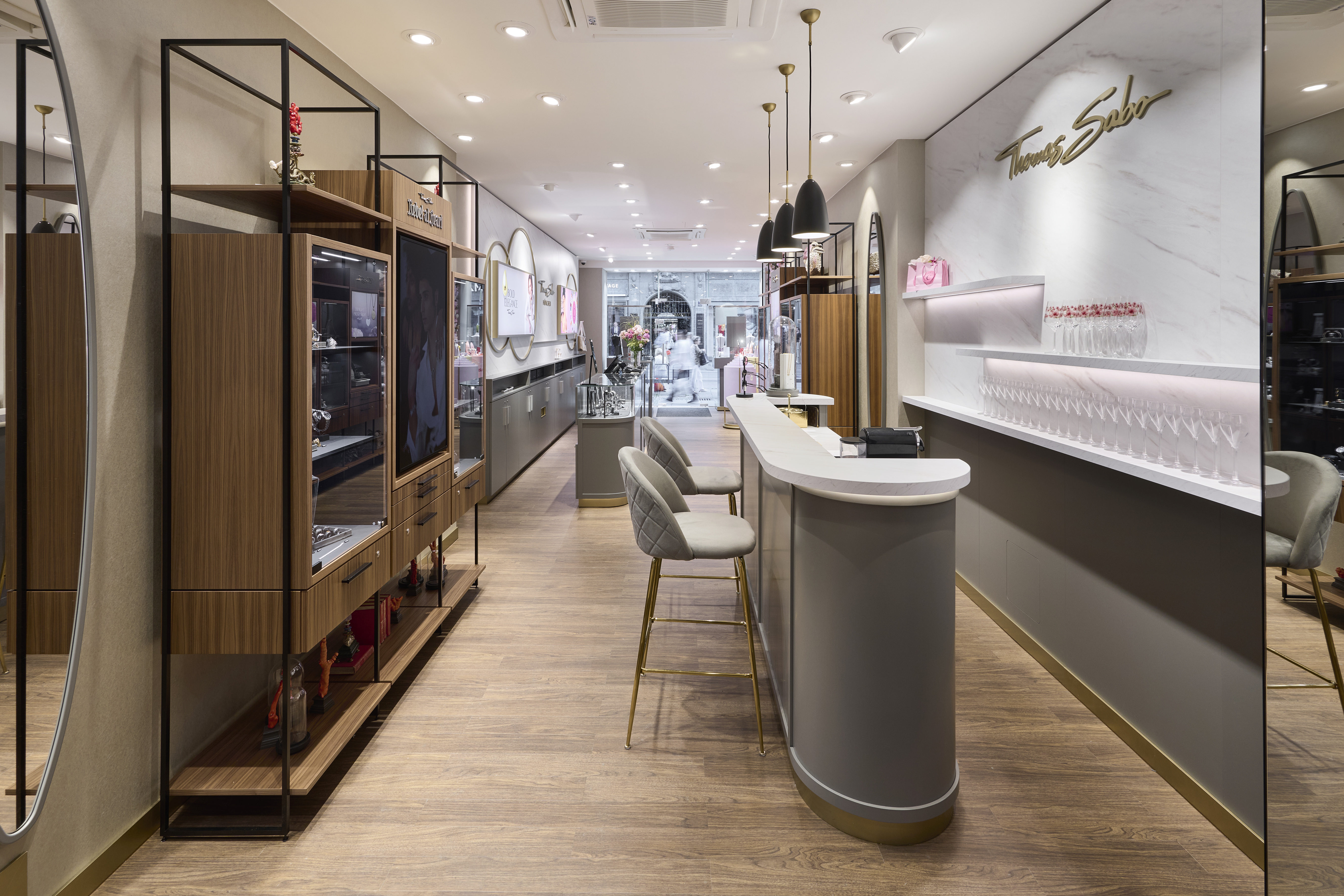
THOMAS SABO Store München, Maffeistraße 1

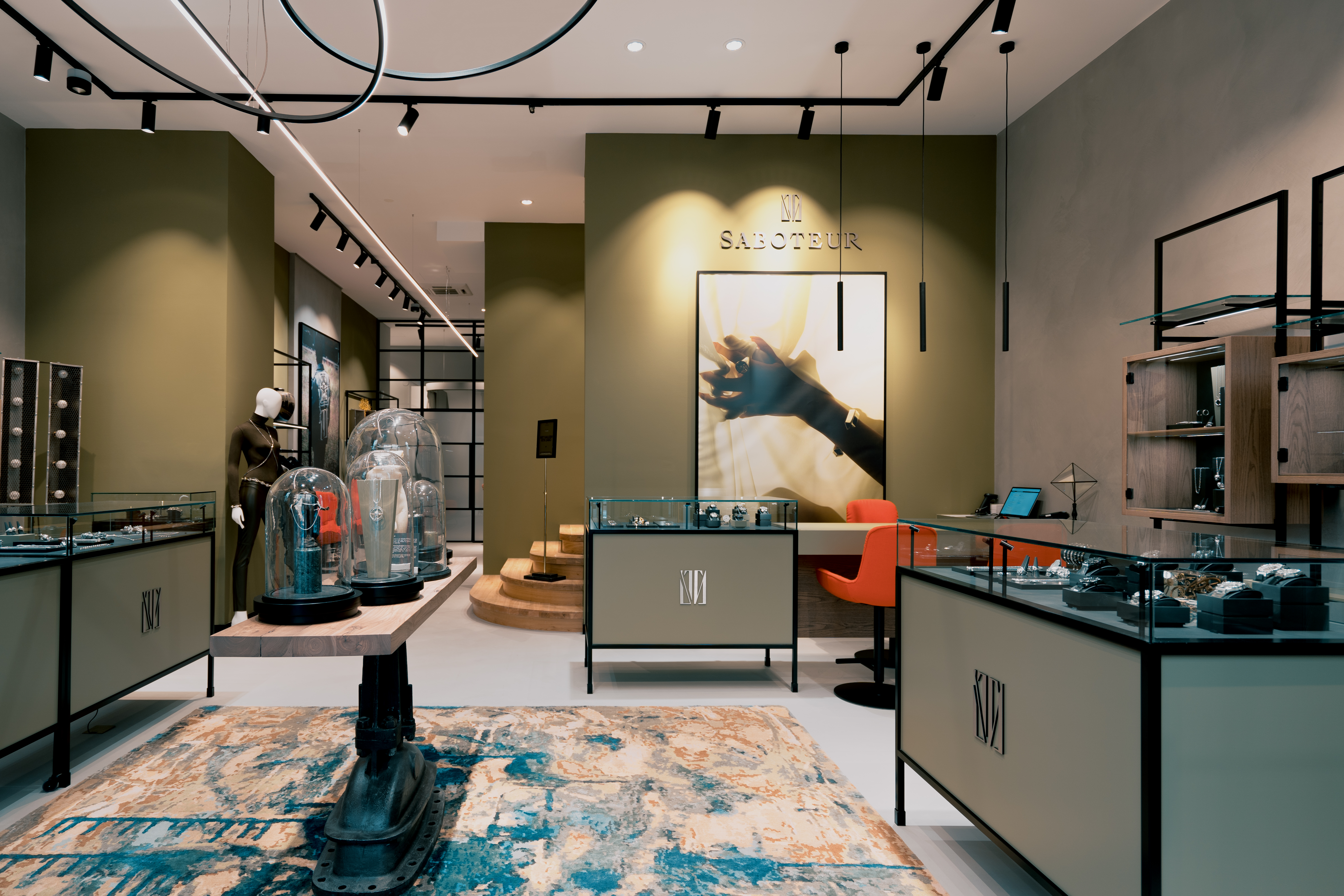
SABOTEUR Store Wien, Spiegelgasse 8

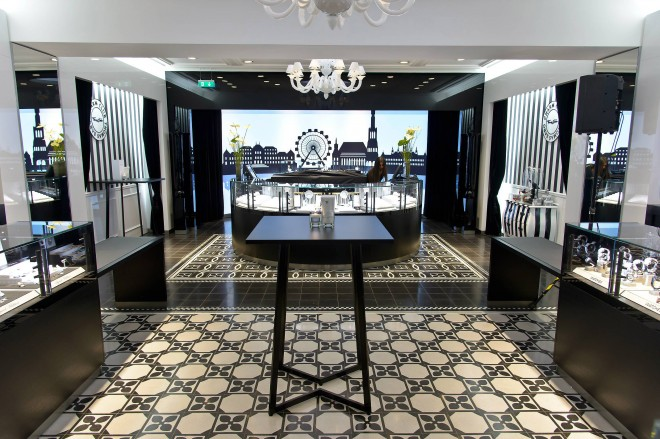
THOMAS SABO Store Wien, Seilergasse 4

Der Firmengründer Thomas Sabo (* 1961 in Nürnberg), wuchs in Tulln an der Donau auf und kam mit etwa zehn Jahren zurück zu seinem Vater nach Nürnberg. Er absolvierte eine Ausbildung zum Feinmechaniker bei der Firma Diehl Metall. Anfang der 1980er-Jahre begann er, durch Asien und Sri Lanka zu reisen und dort in Zusammenarbeit mit lokalen Goldschmieden erste eigene Designs zu entwickeln. Er importierte Silberschmuck nach Deutschland und bot diesen für kurze Zeit auf Märkten zunächst selbst zum Verkauf an. 1984 gründete er in Lauf an der Pegnitz das Unternehmen Thomas Sabo, um so den Schmuck auf dem deutschen Markt über Messen, Groß- und Facheinzelhändler zu verbreiten.
Zwei Jahre nach der offiziellen Gründung gelang dem Unternehmen der Durchbruch mit einem von Londoner Punks inspirierten Ear Cuff. Anfang der 1990er-Jahre begann das Unternehmen, seine Produkte bei internationalen Händlern und Juwelieren vorzustellen, darunter in München, Frankfurt, Paris, London, New York und Tokio.

### Expansion
In den 1990er-Jahren lernte Sabo auf der Modemesse CPD in Düsseldorf die Grafik-Designerin und Dekorateurin Susanne Kölbli aus Heidelberg kennen und begann die Zusammenarbeit mit ihr. 1998 eröffnete der erste Thomas-Sabo-Laden in Frankfurt am Main. Seitdem stieg die Anzahl der Läden stetig, darunter wurden Verkaufsstellen in Metropolen wie Berlin, Stockholm, Paris, London, Las Vegas, Toronto, Hongkong oder Sydney eröffnet.
In den 2000er-Jahren erweiterte das Unternehmen sein Sortiment und brachte neue Produkte heraus, darunter die Kollektion Charm Club aus dem Jahr 2006. Im Jahr 2007 wurde die Rebel at Heart-Kollektion präsentiert. 2009 brachte das Unternehmen erstmalig Uhren auf den Markt.

### Neuere Entwicklungen
Zwischen 2012 und 2016 entstand in Lauf an der Pegnitz der neue Unternehmenssitz auf einer Fläche von 33.000 Quadratmetern, mit dem die vier Standorte der Unternehmenszentrale in Lauf sowie ein weiterer Standort in Frankfurt am Main zusammengefasst wurden.
2019 brachte das Unternehmen seine erste Brillenkollektion heraus. 2021 erfolgte die Einführung der Marke Saboteur, durch den Gründer Thomas Sabo sowie seinen Sohn Santiago und seine Frau Rita. Im selben Jahr wurde Aurore Melot, die bereits seit 2016 bei Thomas Sabo tätig war, zur Kreativdirektorin des Unternehmens ernannt.

## Unternehmensstruktur
Die Thomas Sabo GmbH & Co. KG beschäftigt an ihrem Hauptstandort in Lauf an der Pegnitz rund 500 Mitarbeiter. In der Zentrale sind unter anderem die Geschäftsführung, die Verwaltung, das Marketing, der Vertrieb für den Fach- und Einzelhandel sowie eine Werkstatt und der Kundenservice angesiedelt. Die Werkstatt bietet auch Reparaturleistungen für Schmuckstücke an. Am Hauptsitz in Lauf an der Pegnitz befindet sich außerdem das 2016 neu eröffnete Logistikzentrum des Unternehmens. Hier werden die Logistikdienstleistungen des Unternehmens gebündelt, wobei unter anderem Technologien wie teilautomatisierte Kommissionierung zum Einsatz kommen.
International zählt das Unternehmen über 1200 Mitarbeiter. Geleitet wird das Unternehmen von dem Gründer Thomas Sabo sowie von Geschäftsführer Bernd Stadlwieser und Betriebsleiter Hanno Chevalier.
Seit 2021 ist Thomas Sabo zertifiziertes Mitglied des Responsible Jewellery Councils.
Das Unternehmen besitzt mehrere Tochterfirmen in Österreich, dem Vereinigten Königreich, Irland, Frankreich, der Schweiz, Spanien, Kanada und in Skandinavien. Im Schmuck- und Uhrensegment ist das Unternehmen international mit rund 150 eigenen Läden präsent. Dazu kommen verschiedene Franchise-Standorte sowie Markenshops, wodurch Thomas Sabo insgesamt über mehr als 176 Verkaufsstellen verfügt. Weltweit kooperiert Thomas Sabo zudem mit über 1000 Fachhändlern und bietet seine Produkte über einen Onlineshop in 30 Ländern an.

## Bezug zur Familie Sabo
Die Gründung der Thomas Sabo GmbH geht laut eigener Aussage auf die Leidenschaft von Thomas Sabo für Schmuck zurück. Sein erstes Schmuckstück, ein Schlangenring aus Gold, ließ er in den 1980er Jahren in Sri Lanka fertigen. Die Eindrücke seiner Asienreisen beeinflussten laut Sabo die späteren Kollektionen der Marke Thomas Sabo, unter anderem durch die Verwendung von Symbolen wie Drachen und Schlangen.
Über die Jahre entwickelte sich die Firma zu einem Familienunternehmen, in das Sabos Frau Rita und sein Sohn Santiago einstiegen. Unter anderem arbeitet die Familie zusammen an der Marke Saboteur. Sabo blieb auch während des Wachstums seines Unternehmens aktiv in den Schmuckherstellungsprozess eingebunden, und jedes vertriebene Schmuckstück wird von ihm abgezeichnet.
2018 zog Sabo sich aus dem operativen Geschäft des Unternehmens zurück, um stattdessen mehr in der Außendarstellung, im Design und im Produktmanagement aktiv zu sein. Sabo erklärte weiterhin, dass die Thomas Sabo GmbH ein Familienunternehmen bleibe.

## Marken und Produkte

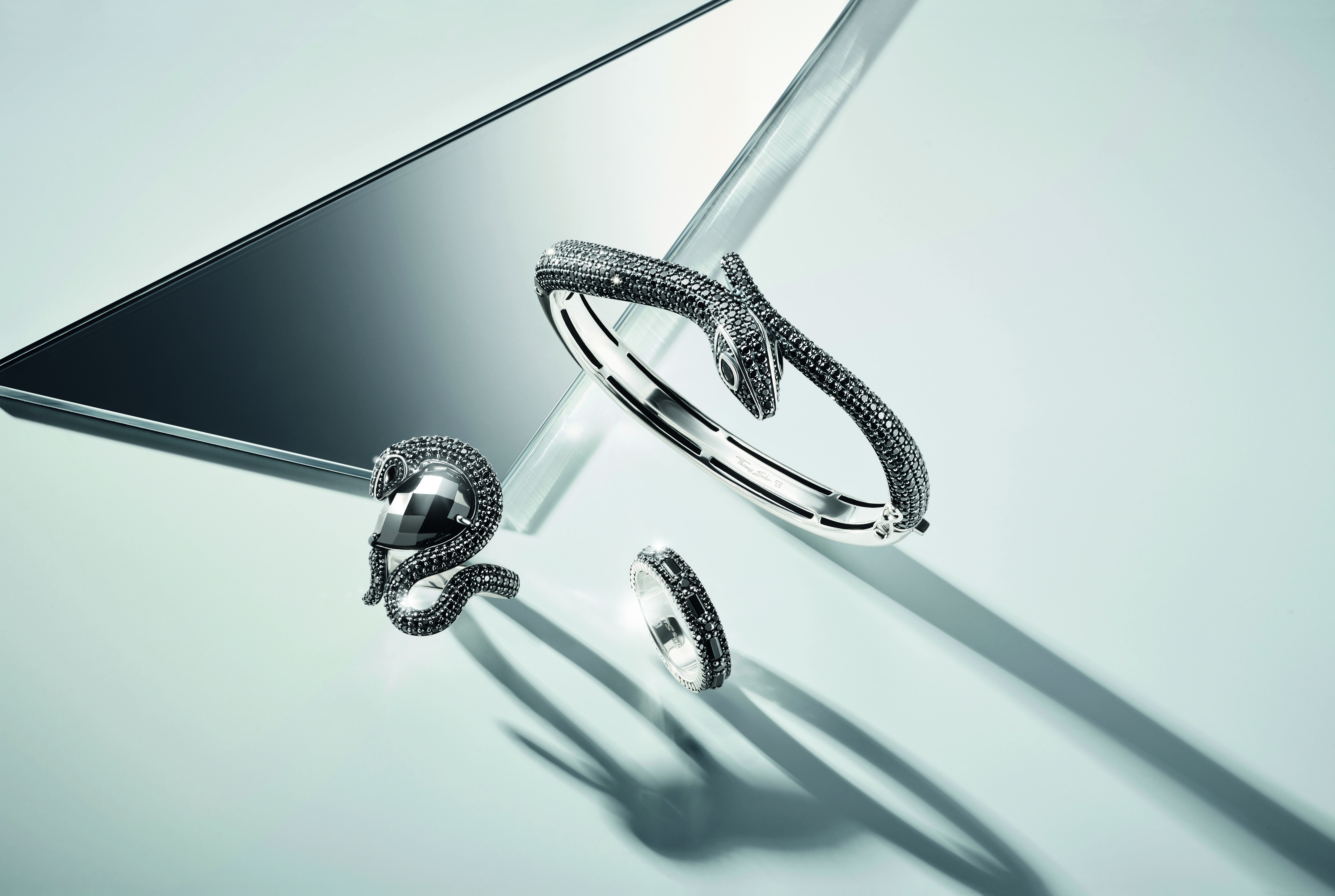
THOMAS SABO Rebel at Heart Kollektion aus recyceltem 925 Silber

Unter der Marke Thomas Sabo vertreibt das Unternehmen Schmuckstücke, Uhren und Brillen aus eigenem Design. Zudem sind Marken wie Charm Club und Rebel at Heart als geschützte Bezeichnungen registriert. Seit der Gründung arbeitet das Unternehmen vorwiegend mit asiatischen Lieferanten und Herstellern zusammen. Die Schmuckstücke werden in Handarbeit gefertigt, aus Materialien wie 925er-Sterlingsilber, 750er-Roségold- und Gelbgoldvergoldung, laborgezüchteten Edelsteinen, Zirkonia sowie Süßwasserzuchtperlen.

### Thomas Sabo Jewellery
Unter der Marke Thomas Sabo Jewellery bietet das Unternehmen hauptsächlich Damenschmuck sowie ausgewählte Stücke für Herren an. Die Kollektionen umfassen Armbänder, Ringe, Halsketten, Ohrringe, Anhänger und Beads, wobei neben Silber auch Steine wie Lapislazuli, Obsidian, Aventurin, Tigerauge, Rosenquarz und Süßwasserzuchtperlen verarbeitet werden.

### Charm Club
Im Jahr 2006 wurde die Charm-Club-Kollektion eingeführt, die eine Vielzahl von Charms (Anhänger mit Karabinerverschluss), Armbändern, Ketten und Accessoires umfasst. Sie basiert auf Bettelarmbändern und richtet sich vor allem an eine jüngere Zielgruppe. Jedes Jahr werden neue Anhänger präsentiert.

### Rebel at Heart
Die Rebel-at-Heart-Kollektion, die 2007 erstmals eingeführt wurde, umfasst Schmuckstücke wie Ringe, Ketten und Armbänder aus geschwärztem 925er-Sterlingsilber. Die Designs beinhalten Motive wie Schlangen, Krokodile, Wölfe, Kreuze, Drachen, Schwerter und Totenköpfe. Die Marke richtet sich sowohl an ein männliches als auch ein weibliches Publikum.

### Uhren
2009 brachte das Unternehmen erstmals eine Armbanduhrenkollektion auf den Markt. Die von Thomas Sabo vertriebenen Uhren umfassen sowohl elektromechanische Quarzuhren als auch Automatikuhren.

### Saboteur
Saboteur ist eine Schmuck- und Uhrenmarke, die 2021 von Thomas Sabo, seinem Sohn Santiago Sabo und seiner Ehefrau Rita Sabo ins Leben gerufen wurde. Die Marke Saboteur bietet Schmuck, der hauptsächlich aus 18 Karat Gold und teilweise aus 925er-Silber gefertigt ist, sowie Piercingschmuck aus 18 Karat Gold und Automatikuhren. Alle Produkte enthalten ausschließlich Fair-Trade-Diamanten.

## Auszeichnungen
2011 erhielt Thomas Sabo bei den Cannes Corporate Media & TV Awards eine Silber-Auszeichnung für den Image-Film zur Armbanduhrenkollektion in der Kategorie „Corporate Filme und Videos: Messen, Shows und Events“. 2012 wurde die Thomas Sabo GmbH & Co. KG vom mittelfränkischen Bezirk des Handelsverbandes Bayern (HBE) zum „Unternehmen des Jahres“ gekürt.
Für seine Verdienste um die bayerische Wirtschaft und sein soziales Engagement wurde Thomas Sabo 2022 mit dem Bayerischen Verdienstorden ausgezeichnet.